# Ischnopteris speculifera
Ischnopteris speculifera är en fjärilsart som beskrevs av Max Joseph Bastelberger 1908. Ischnopteris speculifera ingår i släktet Ischnopteris och familjen mätare. Inga underarter finns listade i Catalogue of Life.